# Ballycullinan, Old Domestic Building SAC
Ballycullinan, Old Domestic Building SAC este o arie protejată (arie specială de conservare — SAC, sit de importanță comunitară — SCI) din Irlanda întinsă pe o suprafață de 5,74 ha, integral pe uscat.

## Localizare
Centrul sitului Ballycullinan, Old Domestic Building SAC este situat la coordonatele 52°55′02″N 9°02′36″W / 52.917245°N 9.043391°V.

## Înființare
Situl Ballycullinan, Old Domestic Building SAC a fost declarat sit de importanță comunitară în august 2000 pentru a proteja un număr necunoscut de specii din flora spontană și fauna sălbatică aflate în arealul zonei. Situl a fost protejat și ca arie specială de conservare în aprilie 2016.

## Biodiversitate
Situată în ecoregiunea atlantică, aria protejată nu include niciun habitat protejat.
La baza desemnării sitului se află un număr nedeclarat de specii protejate.